# Marxa atlètica als Jocs Olímpics
Aquest article recull els podis de les proves de marxa atlètica realitzades durant la celebració dels Jocs olímpics. Organitzats pel Comitè Olímpic Internacional (COI), se celebren cada quatre anys.
La primera aparició oficial va ser en 1908 amb motiu dels Jocs Olímpics de Londres. Al llarg de la història olímpica han anat canviant les distàncies a recórrer pels marxadors. Per a una millor comprensió vegin-se els diferents apartats del present article i el gràfic Cronologia de distàncies que s'adjunta.

## Homes
La marxa atlètica va ser inclosa al programa olímpic, en categoria masculina, el 1908 (Jocs Olímpics de Londres) en les distàncies de 3500 m i 10 milles. Anteriorment ja havia fet la seva aparició en els no reconeguts Jocs Intercalats d'Atenes de 1906 on es va competir sobre les distàncies de 1500 i 3000 metres.

## Homes - 1500 metres
L'única ocasió en què es va marxar (homes) sobre aquesta distància en una competició d'abast mundial va ser en els Jocs Intercalats d'Atenes de 1906. Aquests jocs mai han estat reconeguts oficialment com a Jocs Olímpics per part del Comitè Olímpic Internacional. No es van realitzar més proves mundials de marxa atlètica sobre la distància de 1500 m.
| Any                                                                              | Lloc                     | Or                                                       | Or                                                       | Or                                                       | Plata                                                    | Plata                                                    | Plata                                                    | Bronze                                                   | Bronze                                                   | Bronze                                                   |
| Any                                                                              | Lloc                     | Atleta                                                   | Edat                                                     | Temps                                                    | Atleta                                                   | Edat                                                     | Temps                                                    | Atleta                                                   | Edat                                                     | Temps                                                    |
| -------------------------------------------------------------------------------- | ------------------------ | -------------------------------------------------------- | -------------------------------------------------------- | -------------------------------------------------------- | -------------------------------------------------------- | -------------------------------------------------------- | -------------------------------------------------------- | -------------------------------------------------------- | -------------------------------------------------------- | -------------------------------------------------------- |
| 1896                                                                             | Atenes · Grècia          | No es van realitzar proves olímpiques de marxa atlètica. | No es van realitzar proves olímpiques de marxa atlètica. | No es van realitzar proves olímpiques de marxa atlètica. | No es van realitzar proves olímpiques de marxa atlètica. | No es van realitzar proves olímpiques de marxa atlètica. | No es van realitzar proves olímpiques de marxa atlètica. | No es van realitzar proves olímpiques de marxa atlètica. | No es van realitzar proves olímpiques de marxa atlètica. | No es van realitzar proves olímpiques de marxa atlètica. |
| 1900                                                                             | París · França           | No es van realitzar proves olímpiques de marxa atlètica. | No es van realitzar proves olímpiques de marxa atlètica. | No es van realitzar proves olímpiques de marxa atlètica. | No es van realitzar proves olímpiques de marxa atlètica. | No es van realitzar proves olímpiques de marxa atlètica. | No es van realitzar proves olímpiques de marxa atlètica. | No es van realitzar proves olímpiques de marxa atlètica. | No es van realitzar proves olímpiques de marxa atlètica. | No es van realitzar proves olímpiques de marxa atlètica. |
| 1904                                                                             | Sant Luis · Estats Units | No es van realitzar proves olímpiques de marxa atlètica. | No es van realitzar proves olímpiques de marxa atlètica. | No es van realitzar proves olímpiques de marxa atlètica. | No es van realitzar proves olímpiques de marxa atlètica. | No es van realitzar proves olímpiques de marxa atlètica. | No es van realitzar proves olímpiques de marxa atlètica. | No es van realitzar proves olímpiques de marxa atlètica. | No es van realitzar proves olímpiques de marxa atlètica. | No es van realitzar proves olímpiques de marxa atlètica. |
| 1906                                                                             | Atenes · Grècia          | George Bonhag · Estats Units                             | 24                                                       | 7:12.6                                                   | Don Linden Canadà · Canadà                               | 28                                                       | 7:19.8                                                   | Konstantinos Spetsiotis · Grècia                         | 7:22.0                                                   |                                                          |
| No es van realitzar més proves olímpiques de marxa sobre la distància de 1500 m. |                          |                                                          |                                                          |                                                          |                                                          |                                                          |                                                          |                                                          |                                                          |                                                          |

## Homes - 3000 metres
Es va marxar en dues ocasions (homes) sobre aquesta distància. La primera va ser en els no reconeguts Jocs Intercalats d'Atenes de 1906 i la segona en els Jocs Olímpics d'Anvers de 1920 No es van realitzar més proves mundials de marxa sobre la distància de 3000 m a l'aire lliure.
| 1896                                                                             | Atenes · Grècia          | No es van realitzar proves olímpiques de marxa atlètica.                                                                 | No es van realitzar proves olímpiques de marxa atlètica.                                                                 | No es van realitzar proves olímpiques de marxa atlètica.                                                                 | No es van realitzar proves olímpiques de marxa atlètica.                                                                 | No es van realitzar proves olímpiques de marxa atlètica.                                                                 | No es van realitzar proves olímpiques de marxa atlètica.                                                                 | No es van realitzar proves olímpiques de marxa atlètica.                                                                 | No es van realitzar proves olímpiques de marxa atlètica.                                                                 | No es van realitzar proves olímpiques de marxa atlètica.                                                                 |                                        |                                        |
| 1900                                                                             | París · França           | No es van realitzar proves olímpiques de marxa atlètica.                                                                 | No es van realitzar proves olímpiques de marxa atlètica.                                                                 | No es van realitzar proves olímpiques de marxa atlètica.                                                                 | No es van realitzar proves olímpiques de marxa atlètica.                                                                 | No es van realitzar proves olímpiques de marxa atlètica.                                                                 | No es van realitzar proves olímpiques de marxa atlètica.                                                                 | No es van realitzar proves olímpiques de marxa atlètica.                                                                 | No es van realitzar proves olímpiques de marxa atlètica.                                                                 | No es van realitzar proves olímpiques de marxa atlètica.                                                                 |                                        |                                        |
| 1904                                                                             | Sant Luis · Estats Units | No es van realitzar proves olímpiques de marxa atlètica.                                                                 | No es van realitzar proves olímpiques de marxa atlètica.                                                                 | No es van realitzar proves olímpiques de marxa atlètica.                                                                 | No es van realitzar proves olímpiques de marxa atlètica.                                                                 | No es van realitzar proves olímpiques de marxa atlètica.                                                                 | No es van realitzar proves olímpiques de marxa atlètica.                                                                 | No es van realitzar proves olímpiques de marxa atlètica.                                                                 | No es van realitzar proves olímpiques de marxa atlètica.                                                                 | No es van realitzar proves olímpiques de marxa atlètica.                                                                 |                                        |                                        |
| 1906                                                                             | Atenes · Grècia          | György Sztantics · Hongria                                                                                               | 27 | 15:13.2 | Hermann Müller · Alemanya                                                                                                | 21 | 15:20.0 | Georgios Saridakis · Grècia                                                                                              | 15:33.0 | |                                        |                                        |
| 1908                                                                             | Londres · Regne Unit     | No es van realitzar proves olímpiques de marxa atlètica sobre la distància de 3000 metres. Vegeu 3500 metres, 10 milles. | No es van realitzar proves olímpiques de marxa atlètica sobre la distància de 3000 metres. Vegeu 3500 metres, 10 milles. | No es van realitzar proves olímpiques de marxa atlètica sobre la distància de 3000 metres. Vegeu 3500 metres, 10 milles. | No es van realitzar proves olímpiques de marxa atlètica sobre la distància de 3000 metres. Vegeu 3500 metres, 10 milles. | No es van realitzar proves olímpiques de marxa atlètica sobre la distància de 3000 metres. Vegeu 3500 metres, 10 milles. | No es van realitzar proves olímpiques de marxa atlètica sobre la distància de 3000 metres. Vegeu 3500 metres, 10 milles. | No es van realitzar proves olímpiques de marxa atlètica sobre la distància de 3000 metres. Vegeu 3500 metres, 10 milles. | No es van realitzar proves olímpiques de marxa atlètica sobre la distància de 3000 metres. Vegeu 3500 metres, 10 milles. | No es van realitzar proves olímpiques de marxa atlètica sobre la distància de 3000 metres. Vegeu 3500 metres, 10 milles. |                                        |                                        |
| 1912                                                                             | Estocolm · Suècia        | No es van realitzar proves olímpiques de marxa atlètica sobre la distància de 3000 metres. Vegeu 10 quilòmetres.         | No es van realitzar proves olímpiques de marxa atlètica sobre la distància de 3000 metres. Vegeu 10 quilòmetres.         | No es van realitzar proves olímpiques de marxa atlètica sobre la distància de 3000 metres. Vegeu 10 quilòmetres.         | No es van realitzar proves olímpiques de marxa atlètica sobre la distància de 3000 metres. Vegeu 10 quilòmetres.         | No es van realitzar proves olímpiques de marxa atlètica sobre la distància de 3000 metres. Vegeu 10 quilòmetres.         | No es van realitzar proves olímpiques de marxa atlètica sobre la distància de 3000 metres. Vegeu 10 quilòmetres.         | No es van realitzar proves olímpiques de marxa atlètica sobre la distància de 3000 metres. Vegeu 10 quilòmetres.         | No es van realitzar proves olímpiques de marxa atlètica sobre la distància de 3000 metres. Vegeu 10 quilòmetres.         | No es van realitzar proves olímpiques de marxa atlètica sobre la distància de 3000 metres. Vegeu 10 quilòmetres.         |                                        |                                        |
| 1916                                                                             | Berlín · Alemanya        | Suspesos per la primera guerra mundial                                                                                   | Suspesos per la primera guerra mundial                                                                                   | Suspesos per la primera guerra mundial                                                                                   | Suspesos per la primera guerra mundial                                                                                   | Suspesos per la primera guerra mundial                                                                                   | Suspesos per la primera guerra mundial                                                                                   | Suspesos per la primera guerra mundial                                                                                   | Suspesos per la primera guerra mundial                                                                                   | Suspesos per la primera guerra mundial                                                                                   | Suspesos per la primera guerra mundial | Suspesos per la primera guerra mundial |
| 1920                                                                             | Anvers · Bèlgica         | Ugo Frigerio · Itàlia | 18 | George Parker · Austràlia                                                                                                | Richard Remer · Estats Units                                                                                             | 36 | | | | |                                        |                                        |
| No es van realitzar més proves olímpiques de marxa sobre la distància de 3000 m. |                          | | | | | | | | | |                                        |                                        |

## Homes - 3500 metres
L'única ocasió en què es va marxar (homes) sobre aquesta distància en una competició d'abast mundial va ser en els Jocs Olímpics de Londres de 1908 Aquest 3500 m i les 10 milles van ser el debut de la marxa atlètica en una competició olímpica. No es van realitzar més proves mundials de marxa sobre la distància de 3500 m.
| Any                                                                                       | Lloc                 | Or                         | Or   | Or                      | Plata  | Plata                  | Plata | Bronze | Bronze | Bronze |
| Any                                                                                       | Lloc                 | Atleta                     | Edat | Temps                   | Atleta | Edat                   | Temps | Atleta | Edat   | Temps  |
| ----------------------------------------------------------------------------------------- | -------------------- | -------------------------- | ---- | ----------------------- | ------ | ---------------------- | ----- | ------ | ------ | ------ |
| 1908                                                                                      | Londres · Regne Unit | George Larner · Regne Unit | 33   | Ernie Webb · Regne Unit | 34     | Harry Kerr Australasia | 29    |        |        |        |
| No es van realitzar més proves olímpiques de marxa atlètica sobre la distància de 3500 m. |                      |                            |      |                         |        |                        |       |        |        |        |

## Homes - 10 milles
L'única ocasió en què es va marxar (homes) sobre aquesta distància en una competició d'abast mundial va ser en els Jocs Olímpics de Londres de 1908 Aquestes 10 milles i els 3500 m van ser el debut de la marxa atlètica en una competició olímpica. No es van realitzar més proves mundials de marxa sobre la distància de 10 milles.
| Any                                                                                 | Lloc                 | Or                         | Or   | Or                      | Plata  | Plata                       | Plata | Bronze | Bronze | Bronze |
| Any                                                                                 | Lloc                 | Atleta                     | Edat | Temps                   | Atleta | Edat                        | Temps | Atleta | Edat   | Temps  |
| ----------------------------------------------------------------------------------- | -------------------- | -------------------------- | ---- | ----------------------- | ------ | --------------------------- | ----- | ------ | ------ | ------ |
| 1908                                                                                | Londres · Regne Unit | George Larner · Regne Unit | 33   | Ernie Webb · Regne Unit | 34     | Edward Spencer · Regne Unit | 26    |        |        |        |
| No es van realitzar més proves olímpiques de marxa sobre la distància de 10 milles. |                      |                            |      |                         |        |                             |       |        |        |        |

## Homes - 10 quilòmetres
En els Jocs Olímpics els homes han marxat en cinc ocasions sobre la distància de 10 km, mentre que les dones ho han fet solament en dues. Els homes van començar en Jocs Olímpics d'Estocolm de 1912 i després de l'aturada de la Primera Guerra Mundial van continuar en els jocs d'Anvers de 1920. Després d'això, el 1928 no va haver-hi proves de marxa i el 1932 i 1936 no es va marxar sobre la distància. A més cal sumar l'obligada aturada a conseqüència de la Segona Guerra Mundial. Com a resultat de tot això no es va tornar a marxar sobre aquesta distància fins a Londres 1948 i Hèlsinki 1952. No es va tornar a marxar en uns Jocs Olímpics sobre la distància de 10 km en categoria masculina. A partir dels següents jocs (Melbourne 1956) la distància va ser ja de 20 km.
| 1912                                                                                               | Estocolm · Suècia          | George Goulding · Canadà                                                                                   | 26 | Ernie Webb · Regne Unit                                                                                    | 38 | Nando Altimani · Itàlia                                                                                    | 18 | | | |                                        |                                        |
| 1916                                                                                               | Berlín · Alemanya          | Suspesos per la primera guerra mundial                                                                     | Suspesos per la primera guerra mundial                                                                     | Suspesos per la primera guerra mundial                                                                     | Suspesos per la primera guerra mundial                                                                     | Suspesos per la primera guerra mundial                                                                     | Suspesos per la primera guerra mundial                                                                     | Suspesos per la primera guerra mundial                                                                     | Suspesos per la primera guerra mundial                                                                     | Suspesos per la primera guerra mundial                                                                     | Suspesos per la primera guerra mundial | Suspesos per la primera guerra mundial |
| 1920                                                                                               | Anvers · Bèlgica           | Ugo Frigerio · Itàlia                                                                                      | 18 | Joe Pearman · Estats Units                                                                                 | 27 | Charlie Gunn · Regne Unit                                                                                  | 34 | | | |                                        |                                        |
| 1924                                                                                               | París · França             | Ugo Frigerio · Itàlia                                                                                      | 22 | Gordon Goodwin · Regne Unit                                                                                | 28 | Cecil McMaster · Sud-àfrica                                                                                | 28 | | | |                                        |                                        |
| 1928                                                                                               | Ámsterdam · Països Baixos  | No es van realitzar proves olímpiques de marxa atlètica                                                    | No es van realitzar proves olímpiques de marxa atlètica                                                    | No es van realitzar proves olímpiques de marxa atlètica                                                    | No es van realitzar proves olímpiques de marxa atlètica                                                    | No es van realitzar proves olímpiques de marxa atlètica                                                    | No es van realitzar proves olímpiques de marxa atlètica                                                    | No es van realitzar proves olímpiques de marxa atlètica                                                    | No es van realitzar proves olímpiques de marxa atlètica                                                    | No es van realitzar proves olímpiques de marxa atlètica                                                    |                                        |                                        |
| 1932                                                                                               | Los Angeles · Estats Units | No es van realitzar proves olímpiques de marxa atlètica sobre la distància de 10 km. Vegeu 50 quilòmetres. | No es van realitzar proves olímpiques de marxa atlètica sobre la distància de 10 km. Vegeu 50 quilòmetres. | No es van realitzar proves olímpiques de marxa atlètica sobre la distància de 10 km. Vegeu 50 quilòmetres. | No es van realitzar proves olímpiques de marxa atlètica sobre la distància de 10 km. Vegeu 50 quilòmetres. | No es van realitzar proves olímpiques de marxa atlètica sobre la distància de 10 km. Vegeu 50 quilòmetres. | No es van realitzar proves olímpiques de marxa atlètica sobre la distància de 10 km. Vegeu 50 quilòmetres. | No es van realitzar proves olímpiques de marxa atlètica sobre la distància de 10 km. Vegeu 50 quilòmetres. | No es van realitzar proves olímpiques de marxa atlètica sobre la distància de 10 km. Vegeu 50 quilòmetres. | No es van realitzar proves olímpiques de marxa atlètica sobre la distància de 10 km. Vegeu 50 quilòmetres. |                                        |                                        |
| 1936                                                                                               | Berlín · Alemanya          | No es van realitzar proves olímpiques de marxa atlètica sobre la distància de 10 km. Vegeu 50 quilòmetres. | No es van realitzar proves olímpiques de marxa atlètica sobre la distància de 10 km. Vegeu 50 quilòmetres. | No es van realitzar proves olímpiques de marxa atlètica sobre la distància de 10 km. Vegeu 50 quilòmetres. | No es van realitzar proves olímpiques de marxa atlètica sobre la distància de 10 km. Vegeu 50 quilòmetres. | No es van realitzar proves olímpiques de marxa atlètica sobre la distància de 10 km. Vegeu 50 quilòmetres. | No es van realitzar proves olímpiques de marxa atlètica sobre la distància de 10 km. Vegeu 50 quilòmetres. | No es van realitzar proves olímpiques de marxa atlètica sobre la distància de 10 km. Vegeu 50 quilòmetres. | No es van realitzar proves olímpiques de marxa atlètica sobre la distància de 10 km. Vegeu 50 quilòmetres. | No es van realitzar proves olímpiques de marxa atlètica sobre la distància de 10 km. Vegeu 50 quilòmetres. |                                        |                                        |
| 1940                                                                                               | Hèlsinki · Finlàndia       | Suspesos per la segona guerra mundial.                                                                     | Suspesos per la segona guerra mundial.                                                                     | Suspesos per la segona guerra mundial.                                                                     | Suspesos per la segona guerra mundial.                                                                     | Suspesos per la segona guerra mundial.                                                                     | Suspesos per la segona guerra mundial.                                                                     | Suspesos per la segona guerra mundial.                                                                     | Suspesos per la segona guerra mundial.                                                                     | Suspesos per la segona guerra mundial.                                                                     |                                        |                                        |
| 1944                                                                                               | Londres · Regne Unit       | Suspesos per la segona guerra mundial.                                                                     | Suspesos per la segona guerra mundial.                                                                     | Suspesos per la segona guerra mundial.                                                                     | Suspesos per la segona guerra mundial.                                                                     | Suspesos per la segona guerra mundial.                                                                     | Suspesos per la segona guerra mundial.                                                                     | Suspesos per la segona guerra mundial.                                                                     | Suspesos per la segona guerra mundial.                                                                     | Suspesos per la segona guerra mundial.                                                                     |                                        |                                        |
| 1948                                                                                               | Londres · Regne Unit       | John Mikaelsson · Suècia                                                                                   | 34 | Ingemar Johansson · Suècia                                                                                 | 24 | Fritz Schwab · Suïssa                                                                                      | 28 | | | |                                        |                                        |
| 1952                                                                                               | Hèlsinki · Finlàndia       | John Mikaelsson · Suècia                                                                                   | 38 | Fritz Schwab · Suïssa                                                                                      | 32 | Bruno Junk · Unió de Repúbliques Socialistes Soviètiques Unió Soviètica                                    | 22 | | | |                                        |                                        |
| No es van realitzar més proves olímpiques de marxa atlètica masculina sobre la distància de 10 km. |                            | | | | | | | | | |                                        |                                        |

## Homes - 20 quilòmetres
En marxa atlètica masculina es va començar a treballar sobre els 20 km el 1956 en els Jocs Olímpics de Melbourne En Jocs Olímpics es manté la pràctica sobre aquesta distància en categories tant masculina com a femenina.
| Año | Lugar                                                               | Oro                                                                                | Oro  | Oro           | Plata                                                                              | Plata | Plata       | Bronce                                                                             | Bronce | Bronce     |
| Año | Lugar                                                               | Atleta                                                                             | Edad | Tiempo        | Atleta                                                                             | Edad  | Tiempo      | Atleta                                                                             | Edad   | Tiempo     |
| --- | ------------------------------------------------------------------- | ---------------------------------------------------------------------------------- | ---- | ------------- | ---------------------------------------------------------------------------------- | ----- | ----------- | ---------------------------------------------------------------------------------- | ------ | ---------- |
| 1956 | Melbourne · Austràlia                                               | Leonid Spirin · Unió de Repúbliques Socialistes Soviètiques Unión Soviética        | 24   | 1h:31:27.4 OR | Antanas Mikėnas · Unió de Repúbliques Socialistes Soviètiques Unión Soviética      | 32    | 1h:32:03.0  | Bruno Junk · Unió de Repúbliques Socialistes Soviètiques Unión Soviética           | 27     | 1h:32:12.0 |
| 1960 | Roma · Itàlia                                                       | Volodimir Golubnichi · Unió de Repúbliques Socialistes Soviètiques Unión Soviética | 24   | 1h:34:07.2    | Noel Freeman · Austràlia                                                           | 21    | 1h:34:16.4  | Stanley Vickers · Regne UnitReino Unido                                            | 28     | 1h:34:56.4 |
| 1964 | Tokio · Japó                                                        | Ken Matthews · Regne UnitReino Unido                                               | 30   | 1h:29:34.0 OR | Dieter Lindner · Alemanya                                                          | 27    | 1h:31:13.2  | Volodimir Golubnichi · Unió de Repúbliques Socialistes Soviètiques Unión Soviética | 28     | 1h:31:59.4 |
| 1968 | México, D. F. · Mèxic                                               | Volodimir Golubnichi · Unió de Repúbliques Socialistes Soviètiques Unión Soviética | 32   | 1h:29:34.0 OR | José Pedraza · Mèxic                                                               | 31    | 1h:31:13.2  | Nikolái Smaga · Unió de Repúbliques Socialistes Soviètiques Unión Soviética        | 30     | 1h:31:59.4 |
| 1972 | Múnich · Alemanya                                                   | Peter Frenkel · Alemanya                                                           | 33   | 1h-26:42.4 OR | Volodimir Golubnichi · Unió de Repúbliques Socialistes Soviètiques Unión Soviética | 36    | 1h:26:55.2  | Hans-Georg Reimann · Alemanya                                                      | 31     | 1h:27:16.6 |
| 1976 | Montreal · Canadà                                                   | Daniel Bautista · Mèxic                                                            | 23   | 1h:24:40.6 OR | Hans-Georg Reimann · Alemanya                                                      | 34    | 1h:25:13.8  | Peter Frenkel · Alemanya                                                           | 37     | 1h:25:29.4 |
| 1980 | Moscú · Unió de Repúbliques Socialistes Soviètiques Unión Soviética | Maurizio Damilano · Itàlia                                                         | 23   | 1h:23:35.5 OR | Piotr Pochenchuk · Unió de Repúbliques Socialistes Soviètiques Unión Soviética     | 25    | 1h:24:45.4  | Roland Wieser · Alemanya                                                           | 24     | 1h:25:58.2 |
| 1984 | Los Ángeles · Estats Units                                          | Ernesto Canto · Mèxic                                                              | 24   | 1h:23:13 OR   | Raúl González · Mèxic                                                              | 32    | 1h:23:20    | Maurizio Damilano · Itàlia                                                         | 27     | 1h:23:26   |
| 1988 | Seül · Corea del SudCorea del Sur                                   | Jozef Pribilinec · Suïssa                                                          | 28   | 1h:19:57 OR   | Ronald Weigel · Alemanya                                                           | 29    | 1h:20:00    | Maurizio Damilano · Itàlia                                                         | 31     | 1h:20:14   |
| 1992 | Barcelona · EspanyaEspaña                                           | Daniel Plaza · EspanyaEspaña                                                       | 26   | 1h:21:45      | Guillaume LeBlanc · Canadà                                                         | 30    | 1h:22:25    | Giovanni De Benedictis · Itàlia                                                    | 24     | 1h:23:11   |
| 1996 | Atlanta · Estats Units                                              | Jefferson Pérez · EquadorEcuador                                                   | 22   | 1h:20:07      | Ilia Markov · RússiaRusia                                                          | 24    | 1h:20:16    | Bernardo Segura · Mèxic                                                            | 26     | 1h:20:23   |
| 2000 | Sydney · Austràlia                                                  | Robert Korzeniowski · PolòniaPolonia                                               | 32   | 1h:18:59 OR   | Noé Hernández · Mèxic                                                              | 21    | 1h:19:03 PB | Vladimir Andreyev · RússiaRusia                                                    | 34     | 1h:19:27   |
| 2004 | Atenas · Grècia                                                     | Ivano Brugnetti · Itàlia                                                           | 27   | 1h:19:40 PB   | Francisco J. Fernández · EspanyaEspaña                                             | 27    | 1h:19:45    | Nathan Deakes · Austràlia                                                          | 26     | 1h:20:02   |
| 2008 | Pekín · R.P. de la XinaChina                                        | Valeri Borchin · RússiaRusia                                                       | 21   | 1h:19:01      | Jefferson Pérez · EquadorEcuador                                                   | 34    | 1h:19:15 SB | Jared Tallent · Austràlia                                                          | 23     | 1h:19:42   |
| 2012 | Londres · Regne UnitReino Unido                                     | Chen Ding · R.P. de la XinaChina                                                   | 19   | 1h:18:46 OR   | Erick Barrondo · Guatemala                                                         | 21    | 1h:18:57    | Wang Zhen · R.P. de la XinaChina                                                   | 20     | 1h:19:25   |
| 2016 | Río de Janeiro · Brasil                                             |                                                                                    |      |               |                                                                                    |       |             |                                                                                    |        |            |
| 2020 | Tokio · Japó                                                        |                                                                                    |      |               |                                                                                    |       |             |                                                                                    |        |            |
| OR Millor marca Olímpica - Olympic Best / PB-PR Millor marca personal - Personal Best SB Millor marca de la temporada - Seasonal Best. |                                                                     |                                                                                    |      |               |                                                                                    |       |             |                                                                                    |        |            |

## Homes - 50 quilòmetres
Aquesta distància es practica únicament en categoria masculina. Existeix, a nivell olímpic, des de l'any 1932 en els Jocs de Los Angeles. Des de llavors, a excepció de l'obligada interrupció conseqüència de la Segona Guerra Mundial, s'ha marxat sobre els 50 km en totes les celebracions olímpiques excepte en els Jocs Olímpics de Mont-real de l'any 1976, en què solament es va marxar sobre els 20 km.
| Any | Lloc                                                 | Or | Or | Or | Plata | Plata | Plata | Bronce | Bronce | Bronce |
| Any | Lloc                                                 | Atleta | Edat | Temps | Atleta | Edad | Tiempo | Atleta | Edad | Tiempo |
| --- | ---------------------------------------------------- | --- | --- | --- | --- | --- | --- | --- | --- | --- |
| 1932 | Los Ángeles · Estats Units                           | Thomas Green · Regne UnitReino Unido | 38 | 4h:50:10 OR | Jānis Dāliņš · Letònia | 27 | 4h:57:20 | Ugo Frigerio · Itàlia | 30 | 4h:59:06 |
| 1936 | Berlín · Alemanya                                    | Harold Whitlock · Regne UnitReino Unido | 32 | 4h:30:41.4 OR | Arthur Schwab · Suïssa | 39 | 4h:32:09.2 | Adalberts Bubenko · Letònia | 26 | 4h:32:42.2 |
| 1940 | Helsinki · Finlàndia                                 | Suspesos per la segona guerra mundial. | Suspesos per la segona guerra mundial. | Suspesos per la segona guerra mundial. | Suspesos per la segona guerra mundial. | Suspesos per la segona guerra mundial. | Suspesos per la segona guerra mundial. | Suspesos per la segona guerra mundial. | Suspesos per la segona guerra mundial. | Suspesos per la segona guerra mundial. |
| 1944 | Londres · Regne UnitReino Unido                      | Suspesos per la segona guerra mundial. | Suspesos per la segona guerra mundial. | Suspesos per la segona guerra mundial. | Suspesos per la segona guerra mundial. | Suspesos per la segona guerra mundial. | Suspesos per la segona guerra mundial. | Suspesos per la segona guerra mundial. | Suspesos per la segona guerra mundial. | Suspesos per la segona guerra mundial. |
| 1948 | Londres · Regne UnitReino Unido                      | John Ljunggren · Suècia | 28 | 4h:41:52 | Gaston Godel · Suïssa | 33 | 4h:48:17 | Lloyd Johnson · Regne UnitReino Unido | 48 | 4h:48:31 |
| 1952 | Helsinki · Finlàndia                                 | Pino Dordoni · Itàlia | 26 | 4h:28:07.8 OR | Josef Doležal · Suïssa | 31 | 4h:30:17.8 | Antal Róka · Hongria | 25 | 4h:31:27.2 |
| 1956 | Melbourne · Austràlia                                | Norman Read · Nova Zelanda | 25 | 4h:30:42.8 | Yevgueni Maskinskov · Unió de Repúbliques Socialistes Soviètiques Unión Soviética | 25 | 4h:32:57.0 | John Ljunggren · Suècia | 37 | 4h:35:02.0 |
| 1960 | Roma · Itàlia                                        | Don Thompson · Regne UnitReino Unido | 27 | 4h:25:30.0 OR | John Ljunggren · Suècia | 40 | 4h:25:47.0 | Abdon Pamich · Itàlia | 26 | 4h:27:55.4 |
| 1964 | Tokio · JapóJapón                                    | Abdon Pamich · Itàlia | 31 | 4h:11:12.4 OR | Paul Nihill · Regne UnitReino Unido | 25 | 4h:11:31.2 | Ingvar Pettersson · Suècia | 38 | 4h:14:17.4 |
| 1968 | Mèxic, D. F. · Mèxic                                 | Christoph Höhne · Alemanya | 27 | 4h:20:13.6 | Antal Kiss · Hongria | 32 | 4h:30:17.0 | Larry Young · Estats Units | 25 | 4h:31:55.4 |
| 1972 | Múnic · Alemanya                                     | Bernd Kannenberg · Alemanya | 30 | 3h:56:11.6 OR | Veniamin Soldatenko · Unió de Repúbliques Socialistes Soviètiques | 33 | 3h:58:24.0 | Larry Young · Estats Units | 29 | 4h:00:46.0 |
| 1976 | Montreal · Canadà                                    | No es realitzaren proves olímpiques de marxa atlètica sobre aquesta distància. Vegeu 20 quilòmetres a la Marxa atlètica en els Campionats Mundials d'Atletisme, Homes - 50 quilòmetres. | No es realitzaren proves olímpiques de marxa atlètica sobre aquesta distància. Vegeu 20 quilòmetres a la Marxa atlètica en els Campionats Mundials d'Atletisme, Homes - 50 quilòmetres. | No es realitzaren proves olímpiques de marxa atlètica sobre aquesta distància. Vegeu 20 quilòmetres a la Marxa atlètica en els Campionats Mundials d'Atletisme, Homes - 50 quilòmetres. | No es realitzaren proves olímpiques de marxa atlètica sobre aquesta distància. Vegeu 20 quilòmetres a la Marxa atlètica en els Campionats Mundials d'Atletisme, Homes - 50 quilòmetres. | No es realitzaren proves olímpiques de marxa atlètica sobre aquesta distància. Vegeu 20 quilòmetres a la Marxa atlètica en els Campionats Mundials d'Atletisme, Homes - 50 quilòmetres. | No es realitzaren proves olímpiques de marxa atlètica sobre aquesta distància. Vegeu 20 quilòmetres a la Marxa atlètica en els Campionats Mundials d'Atletisme, Homes - 50 quilòmetres. | No es realitzaren proves olímpiques de marxa atlètica sobre aquesta distància. Vegeu 20 quilòmetres a la Marxa atlètica en els Campionats Mundials d'Atletisme, Homes - 50 quilòmetres. | No es realitzaren proves olímpiques de marxa atlètica sobre aquesta distància. Vegeu 20 quilòmetres a la Marxa atlètica en els Campionats Mundials d'Atletisme, Homes - 50 quilòmetres. | No es realitzaren proves olímpiques de marxa atlètica sobre aquesta distància. Vegeu 20 quilòmetres a la Marxa atlètica en els Campionats Mundials d'Atletisme, Homes - 50 quilòmetres. |
| 1980 | Moscou · Unió de Repúbliques Socialistes Soviètiques | Hartwig Gauder · Alemanya | 25 | 3h:49:24 OR | Jordi Llopart · EspanyaEspaña | 28 | 3h:51:25 | Yevgueni Ivchenko · Unió de Repúbliques Socialistes Soviètiques Unión Soviética | 42 | 3h:56:32 |
| 1984 | Los Ángeles · Estats Units                           | Raúl González · Mèxic | 32 | 3h:47:26 OR | Bo Gustafsson · Suècia | 29 | 3h:53:19 | Sandro Bellucci · Itàlia | 29 | 3h:53:45 |
| 1988 | Seúl · Corea del SudCorea del Sur                    | Viacheslav Ivanenko · Unió de Repúbliques Socialistes Soviètiques Unión Soviética | 27 | 3h:38:29 OR | Ronald Weigel · Alemanya | 29 | 3h:38:56 | Hartwig Gauder · Alemanya | 33 | 3h:39:45 |
| 1992 | Barcelona · EspanyaEspaña                            | Andréi Perlov Equip UnificatEquipo Unificado | 30 | 3h:50:13 | Carlos Mercenario · Mèxic | 25 | 3h:52:09 | Ronald Weigel · Alemanya | 32 | 3h:53:45 |
| 1996 | Atlanta · Estats Units                               | Robert Korzeniowski · PolòniaPolonia | 27 | 3h:43:30 | Mijail Shchennikov · RússiaRusia | 28 | 3h:43:46 | Valentí Massana · EspanyaEspaña | 26 | 3h:44:19 |
| 2000 | Sydney · Austràlia                                   | Robert Korzeniowski · PolòniaPolonia | 32 | 3h:42:22 | Aigars Fadejevs · Letònia | 24 | 3h:43:40 | Joel Sánchez · Mèxic | 36 | 3h:44:36 PB |
| 2004 | Atenas · Grècia                                      | Robert Korzeniowski · PolòniaPolonia | 36 | 3h:38:46 | Denis Nizhegorodov · RússiaRusia | 24 | 3h:42:50 | Alekséi Voyevodin · RússiaRusia | 34 | 3h:43:34 |
| 2008 | Pekín · R.P. de la XinaChina                         | Alex Schwazer · Itàlia | 23 | 3h:37:09 OR | Jared Tallent · Austràlia | 23 | 3h:39:27 PB | Denis Nizhegorodov · RússiaRusia | 28 | 3h:40:14 |
| 2012 | Londres · Regne UnitReino Unido                      | Serguéi Kirdiapkin · RússiaRusia | 32 | 3h:35:59 OR | Jared Tallent · Austràlia | 27 | 3h:36:53 PB | Si Tianfeng · R.P. de la XinaChina | 28 | 3h:36:53 PB |
| 2016 | Río de Janeiro · Brasil                              | | | | | | | | | |
| 2020 | Tokio · JapóJapón                                    | | | | | | | | | |
| OR Récord Olímpico - Olympic Record / PB-PR Mejor tiempo personal/Récord personal - Personal Best/Record. |                                                      | | | | | | | | | |

## Dones
Les dones van haver d'esperar uns quants anys abans de poder competir en aquesta especialitat. A nivell mundial va caldre esperar fins a l'any 1979, amb motiu de la Copa del Món de Marxa Atlètica celebrada en Eschborn, on van competir sobre la distància de 5 km, fins a 1985 en els Jocs Mundials en Pista Coberta, celebrats en Paris-Bercy (sobre 3000 m), també el 1985 en els Jocs Mundials Universitaris de Kōbe (també sobre 5 km) i fins a 1987 en els Campionats Mundials d'Atletisme (sobre 10 km) que van tenir lloc a la ciutat de Roma.
Per participar en uns Jocs Olímpics les marxadores van haver d'esperar una mica més encara, concretament fins a 1992, amb motiu dels Jocs Olímpics de Barcelona on van competir sobre la distància de 10 km. Des dels Jocs Olímpics de Sydney de l'any 2000 les marxadores competeixen sobre la distància de 20 km.

## Dones - 10 quilòmetres
Les dones van haver d'esperar fins als Jocs Olímpics de Barcelona de 1992 perquè la marxa femenina fes el seu debut olímpic. La següent ocasió en què es va marxar sobre la distància va ser en Atlanta 1996 i també va ser l'última, ja que des dels següents jocs (Sydney 2000) la distància és de 20 km.
| Any | Lloc                   | Or                                  | Or   | Or      | Plata                            | Plata | Plata | Bronze                            | Bronze | Bronze |
| Any | Lloc                   | Atleta                              | Edat | Temps   | Atleta                           | Edat  | Temps | Atleta                            | Edat   | Temps  |
| --- | ---------------------- | ----------------------------------- | ---- | ------- | -------------------------------- | ----- | ----- | --------------------------------- | ------ | ------ |
| 1992 | Barcelona · Espanya    | Chen Yueling · R.P. de la Xina Xina | 32   | 44:32OR | Yelena Nikolayeva Equip Unificat | 26    | 44:33 | Li Chunxiu · R.P. de la Xina Xina | 22     | 44:41  |
| 1996 | Atlanta · Estats Units | Yelena Nikolayeva · Rússia          | 30   | 41:49OR | Elisabetta Perrone · Itàlia      | 28    | 42:12 | Yan Wang · R.P. de la Xina Xina   | 25     | 42:19  |
| OR Rècord Olímpic - Olympic Record.                                                                        |                        |                                     |      |         |                                  |       |       |                                   |        |        |
| No es van realitzar més proves olímpiques de marxa atlètica femenina sobre la distància de 10 quilòmetres. |                        |                                     |      |         |                                  |       |       |                                   |        |        |

## Dones - 20 quilòmetres
La marxa olímpica femenina també va començar a Austràlia, com la masculina, però ho va fer amb 44 anys de diferència. Es va haver d'esperar fins a l'any 2000 amb motiu dels Jocs Olímpics de Sydney. En Jocs Olímpics es manté la pràctica sobre aquesta distància en categories tant femenina com a masculina.
| Any | Lloc                          | Or                                 | Or   | Or         | Plata                           | Plata | Plata      | Bronze                                 | Bronze | Bronze     |
| Any | Lloc                          | Atleta                             | Edat | Temps      | Atleta                          | Edat  | Temps      | Atleta                                 | Edat   | Temps      |
| --- | ----------------------------- | ---------------------------------- | ---- | ---------- | ------------------------------- | ----- | ---------- | -------------------------------------- | ------ | ---------- |
| 2000 | Sydney · Austràlia            | Wang Liping · R.P. de la Xina Xina | 24   | 1h:29:05OR | Kjersti Tysse-Plätzer · Noruega | 28    | 1h:29:33   | María Basc · Espanya                   | 24     | 1h:30:23   |
| 2004 | Atenes · Grècia               | Athanasía Tsoumeléka · Grècia      | 22   | 1h:29:12PB | Olimpíada Ivanova · Rússia      | 33    | 1h:29:16   | Jane Saville · Austràlia               | 29     | 1h:29:25   |
| 2008 | Pequín · R.P. de la Xina Xina | Olga Kanískina · Rússia            | 23   | 1h:26:31OR | Kjersti Tysse-Plätzer · Noruega | 36    | 1h:27:07NR | Elisa Rigaudo · Itàlia                 | 28     | 1h:27:12PB |
| 2012 | Londres · Regne Unit          | Yelena Lashmánova · Rússia         | 20   | 1h:25:02WR | Olga Kanískina · Rússia         | 27    | 1h:25:09SB | Qieyang Shenjie · R.P. de la Xina Xina | 21     | 1h:25:16AR |
| 2016 | Rio de Janeiro · Brasil       |                                    |      |            |                                 |       |            |                                        |        |            |
| 2020 | Tòquio · Japó                 |                                    |      |            |                                 |       |            |                                        |        |            |
| OR Millor marca Olímpica - Olympic Record / PB-PR Millor temps personal - Personal Best/Record / WR Millor marca Mundial - World RecordNR Rècord Nacional - National Record / SB Millor marca de la temporada - Seasonal Best\| align=center bgcolor="orange" colspan="11" style="font-size: 90%;" \|OR Rècord Olímpic - Olympic Record / PB-PR Millor temps personal/Millor marca personal - Personal Best/Record / WR Millor marca Mundial - World RecordNR Rècord Nacional - National Record / SB Millor marca de la temporada - Seasonal Best. |                               |                                    |      |            |                                 |       |            |                                        |        |            |